# Daniele Bracciali
Daniele Bracciali es un jugador profesional de tenis nacido el 10 de enero de 1978 en Arezzo, Italia. A los 28 años pudo sumar un título, venciendo al experimentado Nicolás Massú. En 2015 fue suspendido de por vida la Federación Italiana de Tenis (FIT) al estar acusado de haber amañado partidos con el objetivo de ganar dinero con las apuestas deportivas no jugó durante varios años, pero regresó en 2017.

## Ranking
Actualmente ocupa el puesto 808 en el ranking de sencillos de la ATP, pero ha llegado a estar en el puesto 49 el 8 de mayo de 2006. En el ranking de dobles ocupa el puesto 857, pero ha llegado a estar en el 21 el 11 de junio de 2012.

## Récords
Bracciali tiene un récord de 35 victorias y 55 derrotas en su carrera como singlista, desde que se hizo profesional en 1995. Su récord en dobles es de 144 victorias y 146 derrotas.
Apuestas
Daniele Braciali, junto con su compatriota Potito Starace, y que llegaron a estar entre los 50 mejores del mundo, fueron suspendido por la ATP a finales de 2007. Bracciali, durante tres meses por apostar 250 euros en diversos partidos de tenis, y Starace durante seis semanas por apostar 90 euros.
Suspensión
En 2015, La Federación Italiana de Tenis ha decidido suspender de por vida a los tenistas Daniele Bracciali y Potito Starace por amaño de partidos y les ha impuesto multas de 40.000 y 20.000 euros, respectivamente. La Fiscalía de Cremona descubrió en octubre de 2014 conversaciones por skype que implicaban a Starace y a Bracciali en el amaño de partidos de tenis. Según la investigación, Bracciali ejercía de intermediario entre una red de apostantes y los jugadores a los que compraban o intentaban comprar.

## Títulos ATP (7; 1+6)

### Individual (1)
| Leyenda                |
| Grand Slam (0)         |
| Tennis Masters Cup (0) |
| ATP Masters Series (0) |
| ATP World Tour 250 (1) |

| N.º | Fecha               | Torneo     | Superficie    | Oponente en la final | Resultado |
| --- | ------------------- | ---------- | ------------- | -------------------- | --------- |
| 1.  | 24 de abril de 2006 | Casablanca | Tierra batida | Nicolás Massú        | 6-1, 6-4  |

### Dobles (6)
| Leyenda                |
| Grand Slam (0)         |
| Tennis Masters Cup (0) |
| ATP Masters Series (0) |
| ATP World Tour 250 (6) |

| N.º | Fecha                    | Torneo           | Superficie    | Pareja             | Oponentes en la final                 | Resultado            |
| --- | ------------------------ | ---------------- | ------------- | ------------------ | ------------------------------------- | -------------------- |
| 1.  | 31 de enero de 2005      | Milán            | Dura (i)      | Giorgio Galimberti | Jean-François Bachelot Arnaud Clément | 6-7(10), 7-6(6), 6-4 |
| 2.  | 31 de octubre de 2010    | San Petersburgo  | Dura (i)      | Potito Starace     | Rohan Bopanna Aisam-ul-Haq Qureshi    | 7-6(6), 7-6(5)       |
| 3.  | 18 de junio de 2011      | 's-Hertogenbosch | Hierba        | František Čermák   | Robert Lindstedt Horia Tecău          | 6-3, 2-6, [10-8]     |
| 4.  | 6 de agosto de 2011      | Kitzbühel        | Tierra batida | Santiago González  | Franco Ferreiro André Sá              | 7-6(1), 4-6, [11-9]  |
| 5.  | 24 de septiembre de 2011 | Bucarest         | Tierra batida | Potito Starace     | Julian Knowle David Marrero           | 3-6, 6-4, [10-8]     |
| 6.  | 29 de julio de 2018      | Gstaad           | Tierra batida | Matteo Berrettini  | Denys Molchanov Igor Zelenay          | 7-6(2), 7-6(5)       |

#### Finalista (1)
| N.º | Fecha               | Torneo    | Superficie    | Pareja            | Oponentes en la final       | Resultado |
| --- | ------------------- | --------- | ------------- | ----------------- | --------------------------- | --------- |
| 1.  | 4 de agosto de 2018 | Kitzbühel | Tierra batida | Federico Delbonis | Roman Jebavý Andrés Molteni | 2-6, 4-6  |